# Teonaht
Teonaht é uma língua artificial que foi desenvolvida desde 1962 pela escritora de ficção científica e professora de inglês da Universidade de Rochester Sarah Higley, sob o pseudônimo de Sally Caves. É falado no cenário de fantasia dos Teonim, uma raça de humanos polidáctilos que têm uma história cultural de adoração de divindades felinos.
Teonaht usa a ordem de palavras objeto-sujeito-verbo (OSV), o que é raro em línguas naturais. Uma característica interessante de Teonaht é que o final da frase é o lugar de maior ênfase, pois o que é mencionado por último é o que mais se destaca na mente.  A língua tem uma "Lei do Destacamento", na qual os sufixos podem ser movidos para o início das palavras para dar ênfase, ou até em pronomes.
Teonaht é frequentemente citado como um exemplo do gênero em artigos sobre o mundo conlanging amador hospedada na Internet.    
Em maio de 2019, o Washington Post compartilhou o áudio de Caves cantando em Teonaht. 